# Virserumsån

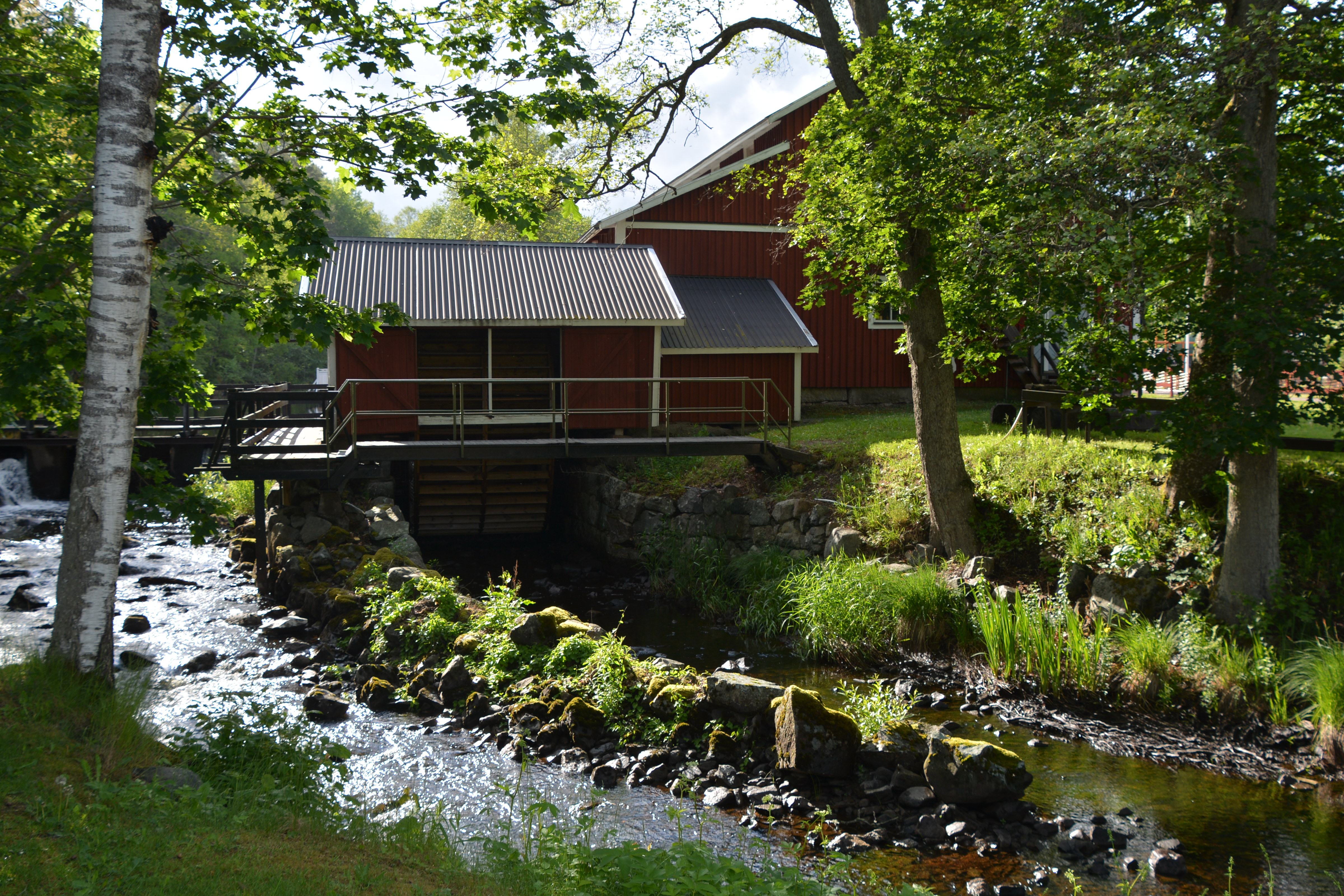
Virserumsån i Virserum

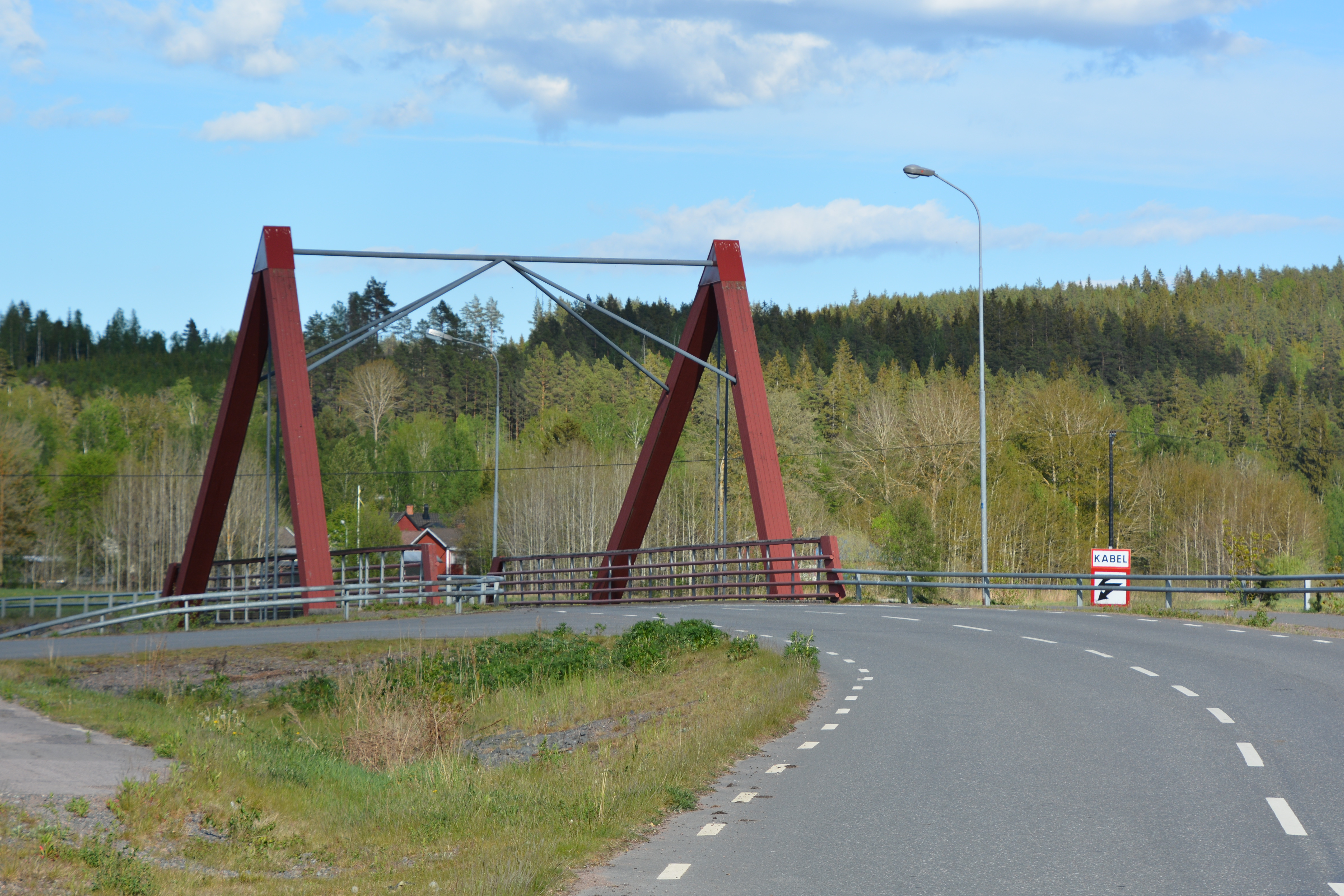
Vägbron över Virserumsån i Virserum

Virserumsån utgör en sträcka av Gårdvedaån. Den är ett biflöde till Emån i Småland. Virserumsån rinner ut ur Virserumssjön och genom Virserum och sammanflödar med Skärveteån norr om Virserum..
Sträckan genom Virserum kallades tidigare de fyra vattenfallen, vilka var viktiga faktorer för lokalisering av industrier i samhället. Virserumsån passerar efter utloppet ur Virserumssjön Strömsholmen och längre nedströms Kvarnen och  Bolagsområdet.

## Natur
Virserumsån har, liksom Emån, ett stationärt bestånd av öring.

## Pythagorasbron över Virserumsån
Huvudartikel: Pythagorasbron i Virserum
I ett försök att öka erfarenheten av att bygga träbroar beslöt Vägverket 2004 att genomföra en arkitekttävling om byggandet av en ny träbro över ån i Virserum. Tävlingen utgick från hur teknik för träkonstruktioner kan förenas med god arkitektur och tillämpas på en mindre, vardaglig uppgift som att bygga en 20-25 meter lång träbro i ett bebyggt område. Platsen vid ån valdes ut för att den utgjorde ett sådant typexempel, men också för att bygden runt omkring är ett träcentrum och för att det fanns ett trätekniskt centrum som arrangerar en träbiennal på Virserums konsthall.
Det vinnande förslaget som invigdes vid årsskiftet 2005/2006 var Pythagoras ritat av bro- och Landskapsarkitekt Inger Berglund, Falun. Förslaget innebar en spännverkskonstruktion med asymmetriskt proportionerade spann över ån. Konstruktionen ansågs av jury vara både traditionell och modern; med en modern skärpa, dels genom asymmetrin, dels genom hur stålet använts för de konstruktionsdelar som primärt är dragna i kontrast till de tryckta trädelarna.